# Црква Светог Преображења у Добрици
Црква Светог Преображења у Добрици, на северном ободу Делиблатске пешчаре, у општини Алибунар и представља непокретно културно добро као споменик културе од великог значаја.
Црква у Добрици припада Епархији банатској српске православне цркве, а у основи је једнобродна грађевина са звоником на западној страни, складних архитектонских облика, која се од сродних грађевина издваја се по богатим плиткорељефним класицистичким мотивима. Иконостас је обновљен средином 19. века, када су изведени резбарија и позлата, рад сликара Матеја Петровића и Арсе Стакића, златара из Новог Сада.
Иконе је сликао Константин Данил од 1852. до 1855. године а приписане су му и две иконе над певницама. Иконостас у Добрици не спада у његова најзначајнија дела црквеног сликарства, попут панчевачког или темишварског иконостаса, али, и поред тога, његово дело у Добрици представља вредан уметнички допринос. Целивајуће иконе радили су Данилови ученици Лазар Николић и Марко Завишић, највероватније истовремено кад је сликан и иконостас. Олтарски простор је 1807. године украшен зидним сликама Ненада Ђуркина.
У храму се чувају старе царске двери, слаб зографски рад друге половине 18. века.